# Medvědí jeskyně (Svoboda nad Úpou)
Medvědí jeskyně je veřejnosti nepřístupná jeskyně v blízkosti města Svoboda nad Úpou. Byla objevena na konci 19. století při těžbě vápence a svůj název získala podle kosterních pozůstatků medvěda jeskynního, které se tu našly.
Jeskyně se nachází na dně bývalého vápencového lomu na západním svahu Kravího vrchu nad údolím Úpy asi půl kilometru severovýchodně od centra Svobody nad Úpou. Přístup je možný po žluté a zelené turistické značce směrem na Rýchory, odbočka je označena směrovkou. Vstup do jeskyně je zabezpečen kovovými dvířky.
Jeskyně je 5,5 m dlouhá, ale větší část jeskyně zničila těžba vápence; podle konfigurace terénu se odhaduje, před započetím těžby v lomu byla jeskyně o 10-15 m delší. Roku 1908 tu byly nalezeny kosterní pozůstatky vyhynulého jeskynního medvěda, ale nález se brzy ztratil při požáru královéhradeckého muzea. Nemožnost podrobně prozkoumat tyto nejméně deset tisíc let staré ostatky vzbudila pochybnosti o věrohodnosti nálezu. Při průzkumu jeskyně a zabezpečování vstupu v roce 2002 ale jeskyňáři z České speleologické společnosti nalezli stovky dalších zvířecích kostí, čímž se jeskyně zařadila mezi nejvýznamnější paleontologická naleziště Krkonoš. Mezi nalezenými kostmi byly identifikovány pozůstatky jeskynního medvěda, čímž byl původní nález potvrzen. Podle Stanislava Čermáka z Geologického ústavu Akademie věd se jedná o první místo v Krkonoších, kde se kosterní pozůstatky pravěkých zvířat objevily v tak velkém množství.